# Famille de Ranst-Berchem
La famille de Ranst-Berchem est une ancienne famille noble féodale du duché de Brabant, à laquelle appartenait les seigneurs de Ranst et de Berchem. Une branche de la famille subsiste encore en Suisse romande.

## Historique

### Origines
Les Ranst-Berchem sont une branche cadette de la famille Berthout. Ce rattachement serait à attribuer à un certain Godefroid, seigneur de Ranst (village que traversait l’ancienne voie d’Anvers à Herentals) qui vécut dans la seconde moitié du XIe siècle. Ce rattachement n'a pas été formellement prouvé mais est tiré d'un faisceau d'indices convergents : utilisation des mêmes prénoms, mention des liens de consanguinité dans des actes plus tardifs, cri de guerre commun, et enchevêtrement des terres, fiefs et droits féodaux détenus par les deux familles.

## Branche de Ranst de Berchem de Saint Brisson
Louis de Ranst de Berchem (1831-1895) épouse le 25 août 1863 Marie Séguier de Saint Brisson (1845-1911), héritière des marquis de Saint Brisson. Leurs descendants relèvent de nom maternel et adoptent dès lors le nom de Ranst de Berchem de Saint Brisson.

### Alliances
Les principales alliances de la branche de Saint Brisson sont : Henrys d'Aubigny d'Esmyards (1886 et 1919), Marc de Saint-Pierre (1892), de Secondat de Montesquieu (1897), della Faille de Leverghem (1913), etc.

## Héraldique
Leur blasonnement est : d'argent à trois pals de gueules et leur cri : « BERTHOUT ».
La famille brisa ses armes de diverses manières en :
- 1211, sceau et contre-sceau de Gilles van Berchem : trois écussons chargés de trois pals, l'écu bordé ou écartelé aux 1 et 4 une fasce et un sautoir brochant aux 2 et 3 trois pals ;
- 1299, sceau de Guillaume van Berchem: D'argent à trois pals de gueules au franc-quartier chargé d'une étoile ;
- 1338, sceau de Jean van Berchem, chevalier: D'… à trois pals de … et une bordure engrelée de … ;
- 1378, sceau de Guillaume van Berchem: D'… à trois pals de …, le 1er chargé en chef d'une étoile d'… à cinq rais brochant ;
- 1441, sceau de Costin van Berchem: D'… à trois pals de …, le 3e chargé en chef d'un croissant de … ;
- 1494, sceau de Costen van Berchem: D'… à trois pals de …, le 1er chargé en chef d'un croissant de … ;
- 1502, sceau d'Arnould van Berchem, échevin d'Anvers: D'… à trois pals au franc-quartier chargé de trois flanchis de … ;
- 1514, sceau de Roland van Berchem: D'… à trois pals à l'écusson en cœur chargé d'un arbre de … ;
- 1638, sceau de Waltherus van Berchem : D'… à trois pals et un lambel à quatre pendants de ….

D'autres van Berchem accostaient leur cimier de deux paires de besicles.